# Незнакомый наследник
«Незнакомый наследник» — советский мелодраматический художественный фильм 1974 года, снятый режиссёрами Геннадием Казанским и Олегом Дашкевичем.

## Сюжет
Прораб Кузнецов обладал педагогическими наклонностями, что очень помогало ему в общении с молодёжью. Вдруг появился новичок, который не пожелал подстраиваться под остальных.

## В ролях
- Михаил Пуговкин — Алексей Петрович Кузнецов, прораб
- Евгений Герасимов — Сергей Скворцов
- Людмила Шагалова — Алевтина
- Светлана Акимова — Зина Светлова
- Людмила Гарница — Нина
- Гия Перадзе — Тенгиз
- Виктор Павлов — Илья Сергеевич Владыкин, бригадир
- Игорь Добряков — Муратов
- Сергей Данилин — Чижов
- Фёдор Одиноков — Павел Иванович, каменщик
- Владимир Приходько — Игнат Платонович Нестеренко, каменщик
- Георгий Штиль — Скатов, рабочий
- Александр Демьяненко — гармонист

## Съёмочная группа
- Сценарий Афанасия Белова
- Постановка Геннадия Казанского, Олега Дашкевича
- Главный оператор — Николай Строганов
- Главный художник — Владимир Гасилов
- Композитор — Василий Соловьёв-Седой
- Тексты песен С. Льясова, Н. Малышева